# Schloss Ehrenburg (Südtirol)

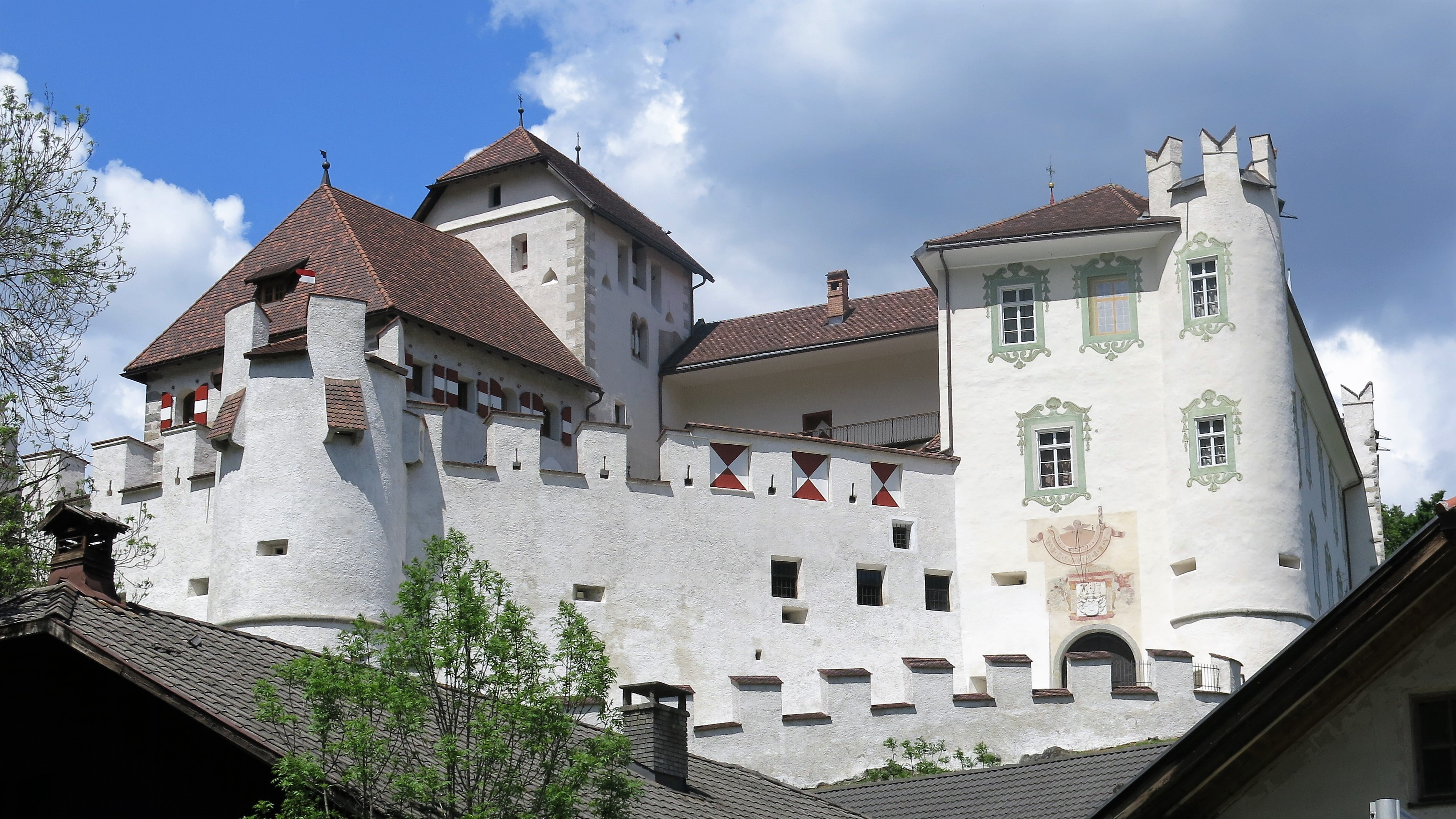
Schloss Ehrenburg im Mai 2017, Ansicht von Osten

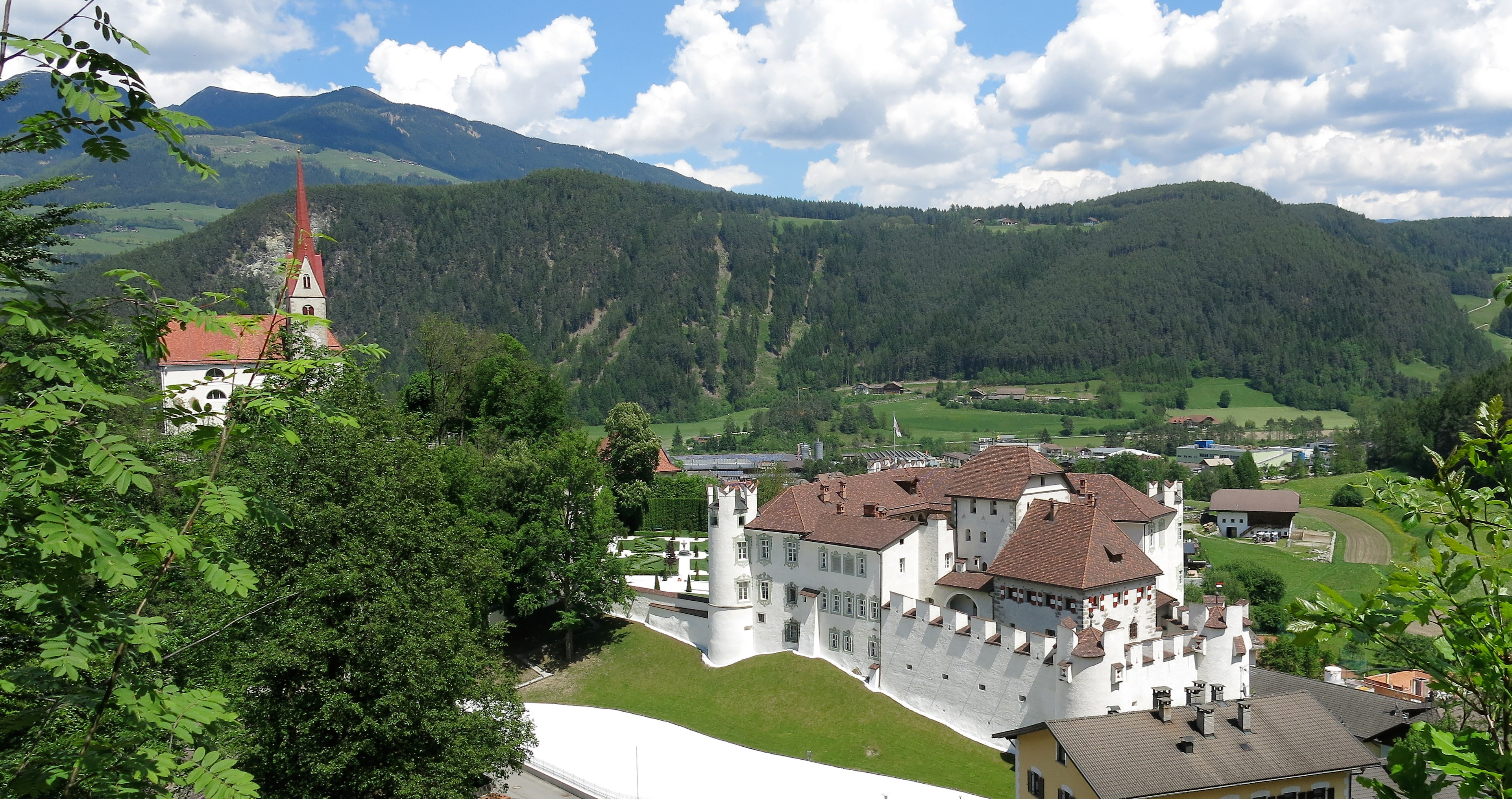
Schloss Ehrenburg und die Wallfahrtskirche Maria Himmelfahrt

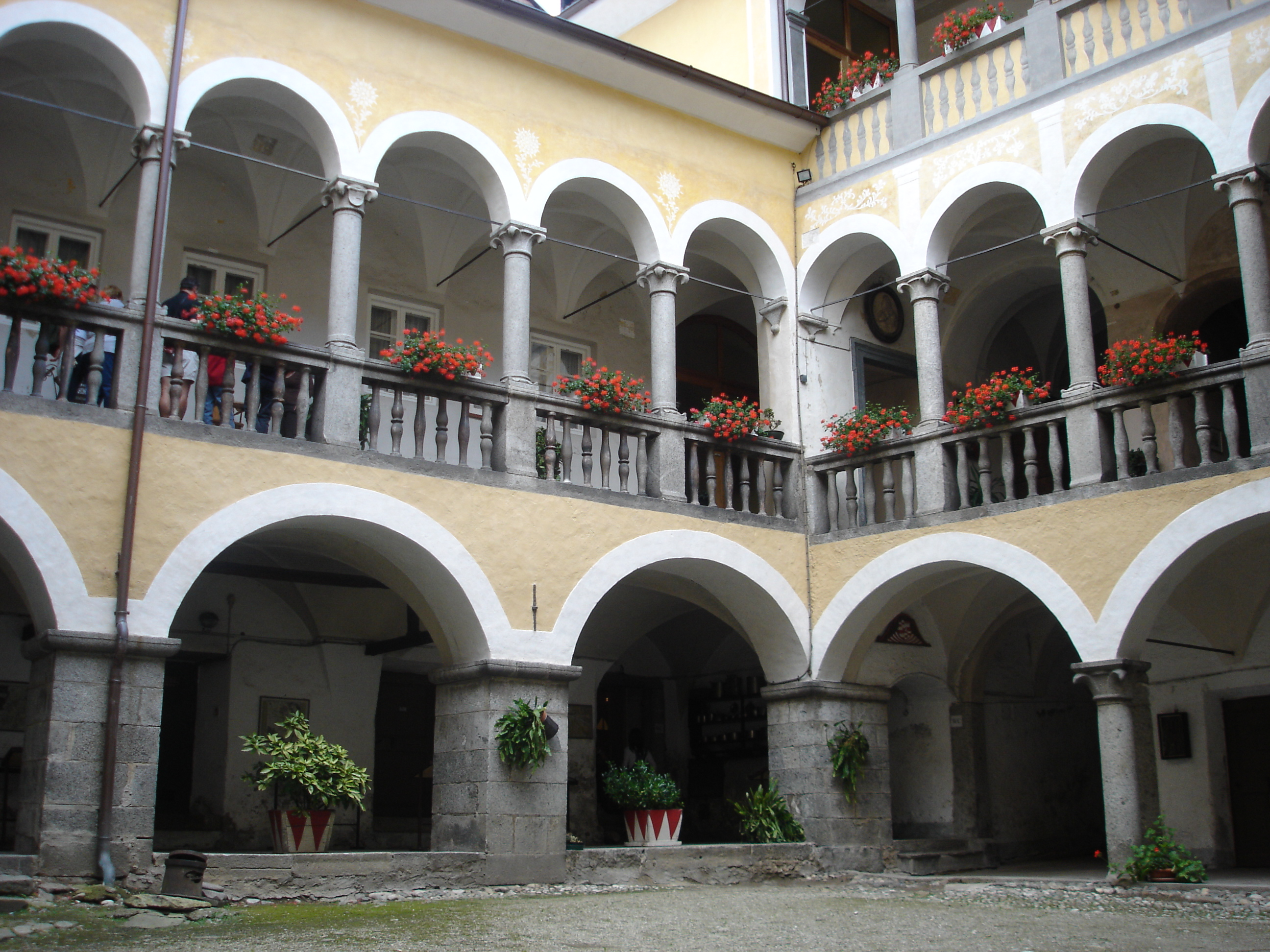
Arkaden-Innenhof

Das Schloss Ehrenburg befindet sich in der gleichnamigen Ortschaft Ehrenburg bei Kiens im Pustertal am linken Ufer der Rienz. Rund 700 Jahre befand es sich im Besitz der Grafen Künigl.

## Geschichte
Die Geschichte des Schlosses geht bis auf das 12. Jahrhundert zurück. Das früheste Schriftzeugnis lautet Arbenburg. Es liegt das Bestimmungswort Aribo zugrunde, ein häufiger Personenname des bajuwarischen Geschlechts der Aribonen. 1512 wurde die alte Festung im Stil der Renaissance umgestaltet und erweitert. In Folge beauftragte Caspar Künigl Luccio da Trento mit der Errichtung eines Arkaden-Innenhofes. Der östliche Teil wurde im Jahre 1732 im Barockstil umgebaut. Im Jahr 2010 wurde das Schloss nach einer längeren öffentlichen Diskussion aufgrund Erbschaftsangelegenheiten von der Familie Künigl verkauft.
Neuer Eigentümer ist der Pusterer Busunternehmer Ingomar Gatterer. Das bedeutsame Adelsarchiv Künigl wurde bereits in den 1990er-Jahren an das Südtiroler Landesarchiv veräußert.